# Ærø kommun

Ærøskøbings kommunvapen registrerat 1938

Ærø kommun är en dansk kommun som består av öarna Ærø och Birkholm. Den ligger i Region Syddanmark. Ærø kommun har 6 794 inv. (2007) och är 90,45 km². Kommunens centralort är Ærøskøbing.
Ærø kommun, som bildades genom en sammanslagning av Marstals kommun och Ærøskøbings kommun den 1 januari 2006, ett år före kommunreformen, ingår i kommunreformen, som var gällande från 1. juli 2005.

## Socknar
| 1. Søby socken 2. Bregninge socken 3. Tranderups socken 4. Ærøskøbings socken 5. Rise socken 6. Marstals socken |

## Resultat efter kommunvalet 15 november 2005
| Parti | Parti                       | Röster | Mandat | Andel  |
| ----- | --------------------------- | ------ | ------ | ------ |
| A     | Socialdemokraterne          | 1 112  | 5      | 24,5 % |
| C     | Det Konservative Folkeparti | 1 265  | 5      | 27,9 % |
| F     | Socialistisk Folkeparti     | 184    | 0      | 4,1 %  |
| G     | Michael Nielsen             | 27     | 0      | 0,6 %  |
| I     | Visionslisten               | 15     | 0      | 0,3 %  |
| J     | Jørgensens Liste            | 79     | 0      | 1,7 %  |
| L     | Ærø Borgerliste             | 607    | 2      | 13,4 % |
| M     | Marstal Borgerliste         | 213    | 0      | 4,7 %  |
| V     | Venstre                     | 636    | 2      | 14,0 % |
| Æ     | Ærølisten                   | 398    | 1      | 8,8 %  |

## Borgmästare
- Jørgen Otto Jørgensen, 1 januari 2006–31 december 2009
- Karsten Landro, 1 januari 2010–31 december 2013
- Jørgen Otto Jørgensen, 1 januari 2014–31 december 2017
- Ole Wej Petersen, 1 januari 2018–31 december 2021
- Peter Hansted, 1 januari 2022–

Denna lista hämtas från Wikidata. Informationen kan ändras där.

## Vänorter
Ærø kommun har tre vänorter:
- Eksjö kommun i Sverige
- Glücksburg, i Tyskland
- Elsfleth, i Tyskland